# Sèrie 300 de CGFC

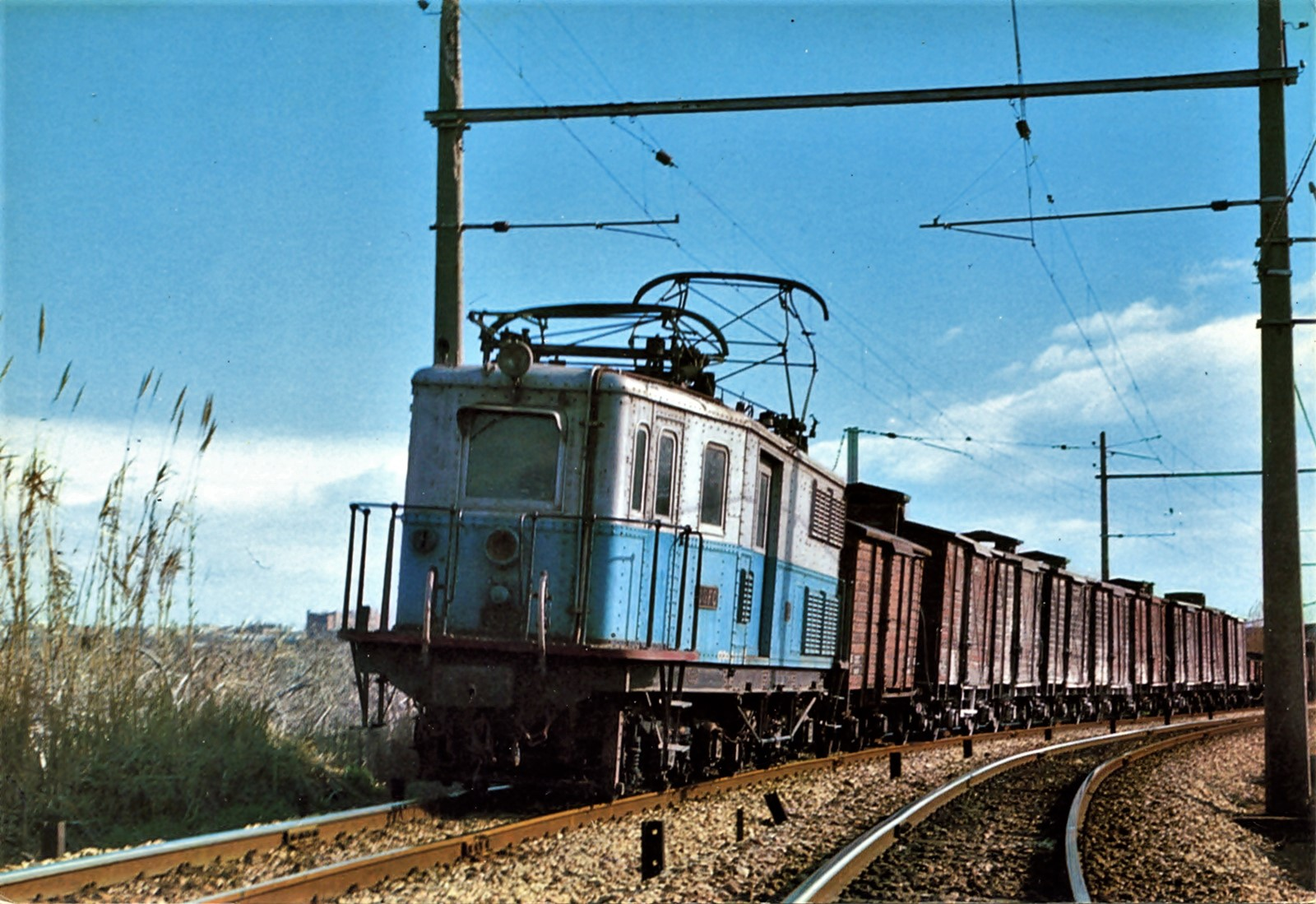

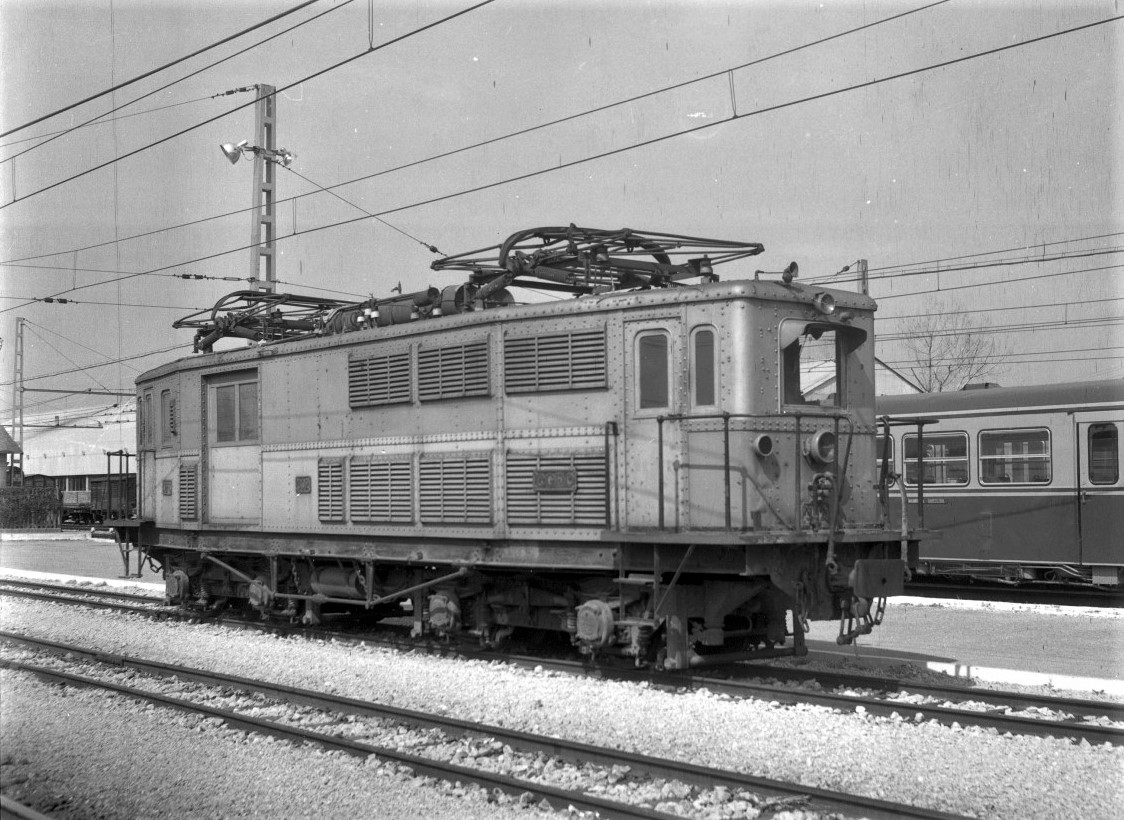

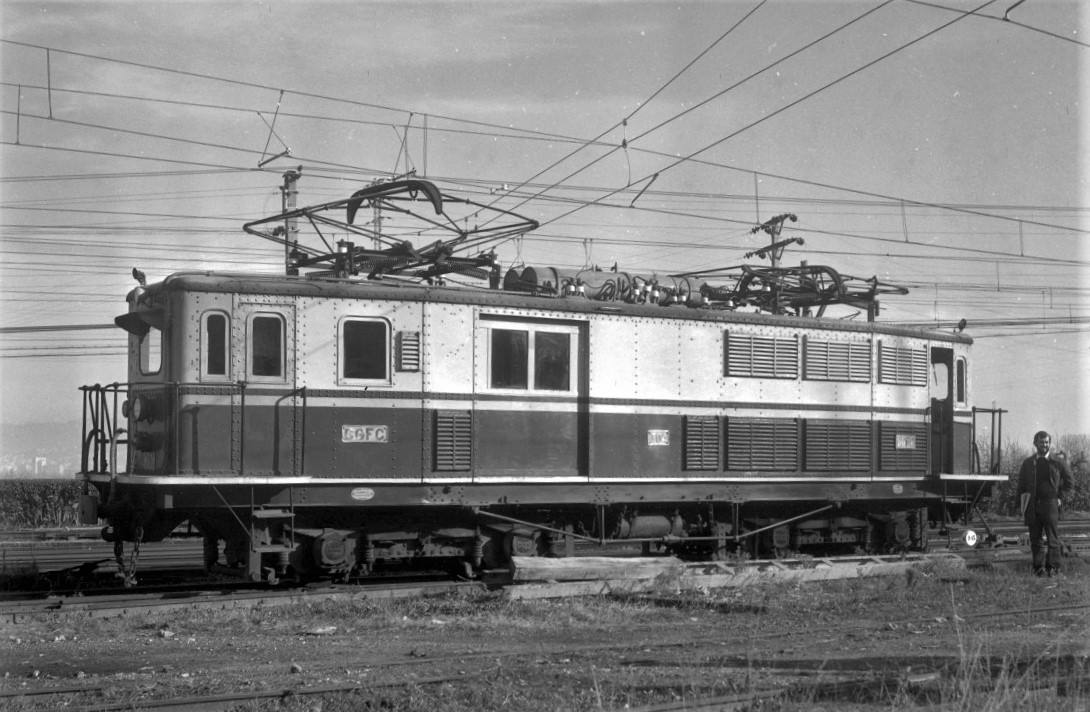

La sèrie 300 de la Compañía General de Ferrocarriles Catalanes (CGFC) va estar formada per quatre locomotores elèctriques posades en servei l'any 1926, per remolcar els trens de viatgers entre la llavors nova estació soterrada de la Plaça d'Espanya a Barcelona i Sant Boi de Llobregat. Van prestar servei fins a finals dels anys setanta. Actualment se'n preserva una com a material històric, gràcies a l'acció dels membres de l'Associació d'Amics del Ferrocarril de Barcelona (AAFCB).

## Antecedents
Després de la seva creació l'any 1919, i de la integració de les tres companyies que explotaven els ferrocarrils a partir dels quals va formar la seva xarxa, la Compañía General de Ferrocarriles Catalanes (CGFC) va endegar un ampli programa de construcció de noves línies i d'ampliació del parc de material rodant. Una d'aquestes noves línies, malgrat ser de poca longitud (1,6 km), era fonamental per tal de desenvolupar el servei de transport de viatgers, doncs permetia ubicar en una situació més cèntrica l'estació terminal de la xarxa a Barcelona, fins aleshores ubicada a l'estació de la Magòria, situada llavors als afores de la ciutat. Aquesta línia anava de la Bifurcació Riera Blanca (on s'iniciava també la línia al port de Barcelona) a la nova estació soterrada de Plaça d'Espanya. La major part de la línia es va construir en túnel, i era de via única. Donat aquest traçat soterrat, des del primer moment se'n va considerar l'electrificació (amb corrent continu a la tensió de 1.500 volts), així com la prolongació de l'alimentació elèctrica fins a l'estació de Sant Boi de Llobregat, i a la línia original fins a l'estació de Magòria. Simultàniament, es va duplicar la via entre la Bifurcació Riera Blanca i Sant Boi. Aquesta nova línia, juntament amb la electrificació de tot el tram fins a Sant Boi, es van inaugurar el 27 de maig de 1926. Pocs dies després, el 10 de juny, es va inaugurar la línia de metro Transversal (primer tram de l'actual línia 1 del metro de Barcelona) entre les estacions de Plaça de Catalunya a Barcelona, i la Bordeta a l'Hospitalet de Llobregat, de manera que la xarxa de la CGFC quedava enllaçada amb el centre de la ciutat de Barcelona.

## Història
Per remolcar els trens en aquest tram electrificat, la CGFC va adquirir quatre locomotores, que van ser fabricades l'any 1926 per l'empresa belga S.A. Usines de Braine-le-Compte, amb equipament elèctric de l'empresa hongaresa Ganz. A la CGFC van ser numerades de la 301 a la 304, i es va autoritzar oficialment la seva posada en servei el mes de maig de 1926.
Des de la inauguració de l'electrificació, i durant més de 30 anys, sempre van fer els mateixos serveis, consistents en remolcar tots els trens de viatgers entre les estacions de Plaça d'Espanya, Sant Boi i viceversa. A l'estació de Sant Boi, als trens que continuaven viatge cap a la resta de la xarxa dels CGFC, les locomotores elèctriques eren substituïdes per les de vapor. Ocasionalment també remolcaven trens de mercaderies entre l'estació de Magòria i Sant Boi. Pel seu manteniment, a l'estació de Sant Boi es va construir un taller especialitzat. Durant els difícils anys immediatament posteriors a la Guerra Civil Espanyola, l'escassetat de subministrament elèctric era freqüent. Per aquest motiu, durant alguns períodes les locomotores de la sèrie 300 només remolcaren els trens de viatgers entre le estacions de Plaça d'Espanya i la Bordeta.
Entre els anys 1957 i 1959, la CGFC va posar en servei els primers quatre automotors dièsel de la sèrie 3000 (del tipus Ferrostaal), que es van fer càrrec de la major part dels trens entre Barcelona i Igualada, substituint als trens remolcats per locomotores de vapor. Així doncs, les locomotores de la sèrie 300 van deixar de remolcar aquests trens. Tot i que el tram soterrat entre Bifurcació Riera Blanca i l'estació de Plaça d'Espanya es va electrificar per tal que no hi circulessin locomotores de vapor, en aquella època es considerava que els vehicles de tracció dièsel no eren prou contaminants com per suposar un destorb als viatgers.
L'any 1960 van entrar en servei els primers cinc automotors elèctrics de la sèrie 5000, per tal de disposar del material rodant necessari d'aquest tipus de tracció davant les prolongacions de les electrificacions que s'estaven realitzant. El 9 de juliol de 1961 es va inaugurar la electrificació entre les estacions de Sant Boi de Llobregat i Pallejà. A partir d'aquell moment, els nous automotors es van fer càrrec del servei de trens de rodalies entre Barcelona, Sant Boi i Pallejà, remolcant les locomotores de la sèrie 300 només alguns dels trens que anaven més enllà. En haver-se reduït els trens a remolcar, en aquesta època es van començar a utilitzar més freqüentment encapçalant trens de mercaderies.
La CGFC va presentar un ambiciós Pla de Modernització al Ministerio de Obras Públicas el gener de 1963, que li concedí un préstec de 500 milions de pessetes per cobrir totes les inversions necessàries. Aquest pla preveia, entre d'altres, la continuació de la electrificació de les seves línies i l'adquisició de nou material rodant. Els següents anys es van adquirir més locomotores dièsel de la sèrie 700, quatre nous automotors elèctrics de la sèrie 5000 (posats en servei el 1966) i onze nous automotors dièsel de la sèrie 3000 (del tipus MAN, entre els anys 1966 i 1968). Aquest nou material es va fer càrrec de la totalitat dels trens de viatgers, quedant les locomotores elèctriques de la sèrie 300 relegades al remolc d'alguns trens de mercaderies i, només ocasionalment, d'alguns trens de viatgers.
L'1 de febrer de 1968 es va posar en servei la electrificació entre les estacions de Pallejà i Martorell Enllaç, podent així arribar les locomotores 300, per primer cop, als grans tallers que la CGFC tenia a Martorell.
A principis dels anys setanta, les quatre locomotores es van retirar del servei, quedant apartades a diversos indrets de la xarxa, fins que el 1978 es van vendre a un ferroveller pel seu desballestament.

## Preservació de la 304
En una època en què la preservació del material històric encara era embrionària, l'Associació d'Amics del Ferrocarril de Barcelona (AAFCB), entitat sense ànim de lucre i degana de les associacions d'aficionats als trens a Espanya, va començar a adquirir diversos vehicles ferroviaris ja retirats del servei a partir de l'any 1972. El desembre de 1978 es va iniciar una subscripció entre els seus membres per tal d'ajuntar les 351.000 pessetes (2.109,55 €) que va costar l'adquisició de la locomotora elèctrica 304 de la CGFC. D'entre les quatre locomotores existents, es va triar la 304 perquè era la que estava en millor estat. Això va ser conseqüència d'un trist accident: el 8 de setembre de 1966 va haver-hi un incendi dins de l'estació de Barcelona Plaça d'Espanya, que va calcinar completament diversos vehicles, entre ells la 304. Va quedar apartada del servei durant uns quants anys, fins que el 1971 es va reconstruir completament. Es va aprofitar per introduir algunes millores al seu equipament elèctric, amb components dels automotors elèctrics de la sèrie 5000. Degut a aquesta reconstrucció i millores tècniques, era la que resultava més fàcil tornar a posar en servei.
Donat el temps que feia que estava retirada del servei, es van realitzar diversos treballs de reparació, efectuats al taller de Martorell Enllaç per membres de l'AAFCB, amb la col·laboració de Ferrocarrils de la Generalitat de Catalunya (FGC). Un cop acabats aquests treballs, el 4 de febrer de 1981 la locomotora 304 va ser presentada als socis de l'AAFCB amb dos viatges especials d'anada i tornada entre Barcelona i Martorell, remolcant un parell de cotxes del tipus Martorell, preservats també per l'AAFCB i FGC.
Entre la darrera setmana d'octubre i la primera de novembre de 1981, la locomotora va ser repintada en uns colors que no havia dut mai durant la seva vida activa, però que els membres de l'AAFCB van considerar com idonis i representatius de l'època en què es va construir. Era un esquema de decoració en colors marró i crema, inspirat en els colors de les UT elèctriques de la sèrie 300 de la Companyia dels Camins de Ferro del Nord d'Espanya.
Durant els següents anys, la locomotora 304 va realitzar nombrosos trens especials, generalment entre Barcelona, Martorell i tornada. Molts d'aquests trens continuaven cap a altres estacions de la xarxa, sent remolcats a partir de l'estació de Martorell Enllaç per les locomotores de vapor preservades per l'AAFCB i FGC. Els trens estaven formats pels quatre cotxes de viatgers del tipus Martorell i el furgó F-13.
L'any 1998, aprofitant la celebració a Barcelona del 150 aniversari del ferrocarril espanyol, i amb motiu del qual Ferrocarrils de la Generalitat de Catalunya va organitzar diversos esdeveniments, la locomotora 304 es va repintar amb el seu color original en gris.
Durant la primera dècada dels anys 2000, els trens històrics en circulació a FGC es van anar reduint dramàticament, per un canvi d'actitud de la direcció de l'empresa d'aquell moment, molt menys sensibilitzada amb la preservació del patrimoni històric. La locomotora 304 gairebé no circulava mai i, sobre tot, feia de reserva de les locomotores de vapor que remolcaven els trens regulars per escolars o el públic en general, que circulaven entre Martorell Enllaç i Monistrol de Montserrat. Aquests trens van circular per darrer cop el juny de 2011. L'últim viatge en que la locomotora 304 va remolcar un tren noliejat per l'AAFCB es va fer el 29 de novembre de 2009, entre Barcelona Plaça d'Espanya i Martorell Enllaç (després, el tren va continuar fins a Monistrol de Montserrat amb locomotora de vapor). Des de llavors, els socis de l'AAFCB no han pogut gaudir mai més de la seva locomotora.
L'any 2010 la locomotora es va sotmetre a una gran revisió al taller que l'Associació per a la Reconstrucció de Material Ferroviari (ARMF) té al Pla de Vilanoveta de Lleida. La locomotora va arribar a Lleida en camió l'1 de febrer, i va retornar al taller de Martorell Enllaç a finals de juliol. A banda de fer una revisió integral de tots els seus components (especialment la substitució del cablejat i reparació d'altres components elèctrics), i de ser repintada, es va fer una modificació, introduint un nou circuit elèctric per absorbir l'excés de tensió de la línia elèctrica d'alimentació quan en la mateixa secció hi havia UT de la sèrie 213 fent ús del fre elèctric, doncs en aquell moment la tensió de la catenària podia pujar dels 1.500 Vcc nominals fins als 1.800 Vcc. Malgrat el bon treball realitzat per l'ARMF, diverses proves de tracció realitzades a principis del 2011 no van resultar del grat de FGC, i la locomotora va quedar apartada del servei.
No va ser fins al desembre de 2012 que la locomotora 304 va tornar a circular, malauradament per fer-ho per darrera vegada. Durant les nits del 17 al 20 d'aquell mes es van realitzar diverses circulacions de proves, per tal de preparar el darrer viatge. Aquest es va fer el 29 de desembre de 2012, remolcant un tren especial commemoratiu del centenari de la inauguració de la línia entre Barcelona Plaça d'Espanya i Martorell Enllaç, reservat a convidats i autoritats. Des d'aquell dia, la locomotora 304 va quedar apartada i retirada del servei. El maig de 2015, junt amb les de vapor 22 "Olot" i 209 "Monistrol", va ser traslladada a l'estació de Barcelona Plaça d'Espanya, on va quedar estacionada a l'espera d'un futur millor.
Finalment, l'any 2023 va ser traslladada al museu que FGC va construir a Martorell, l'anomenat Espai de la via mètrica.

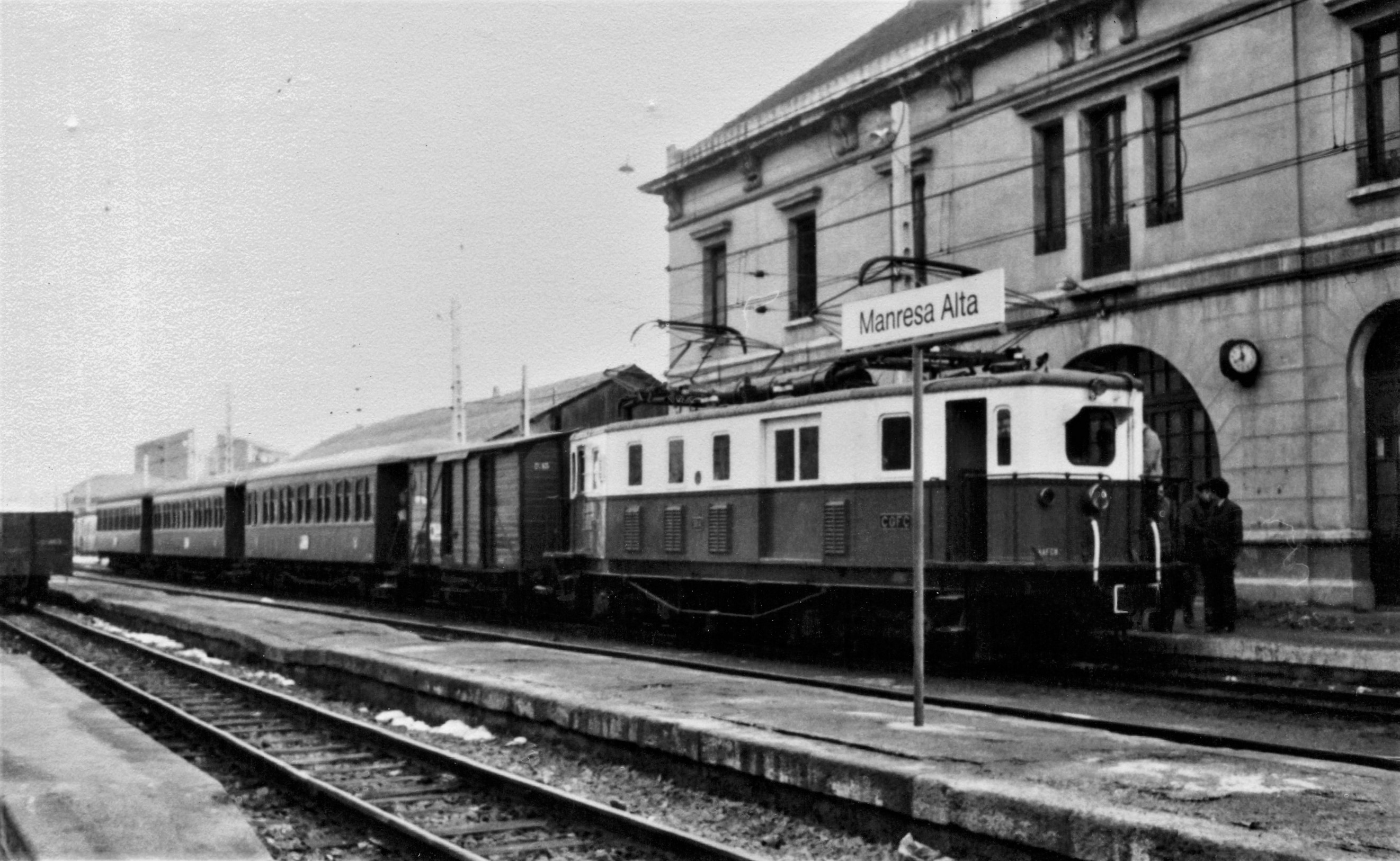
El 20 de gener de 1985 va arribar, per primer cop, una locomotora d'aquesta sèrie a l'estació de Manresa Alta: va ser la històrica 304 amb un tren especial.
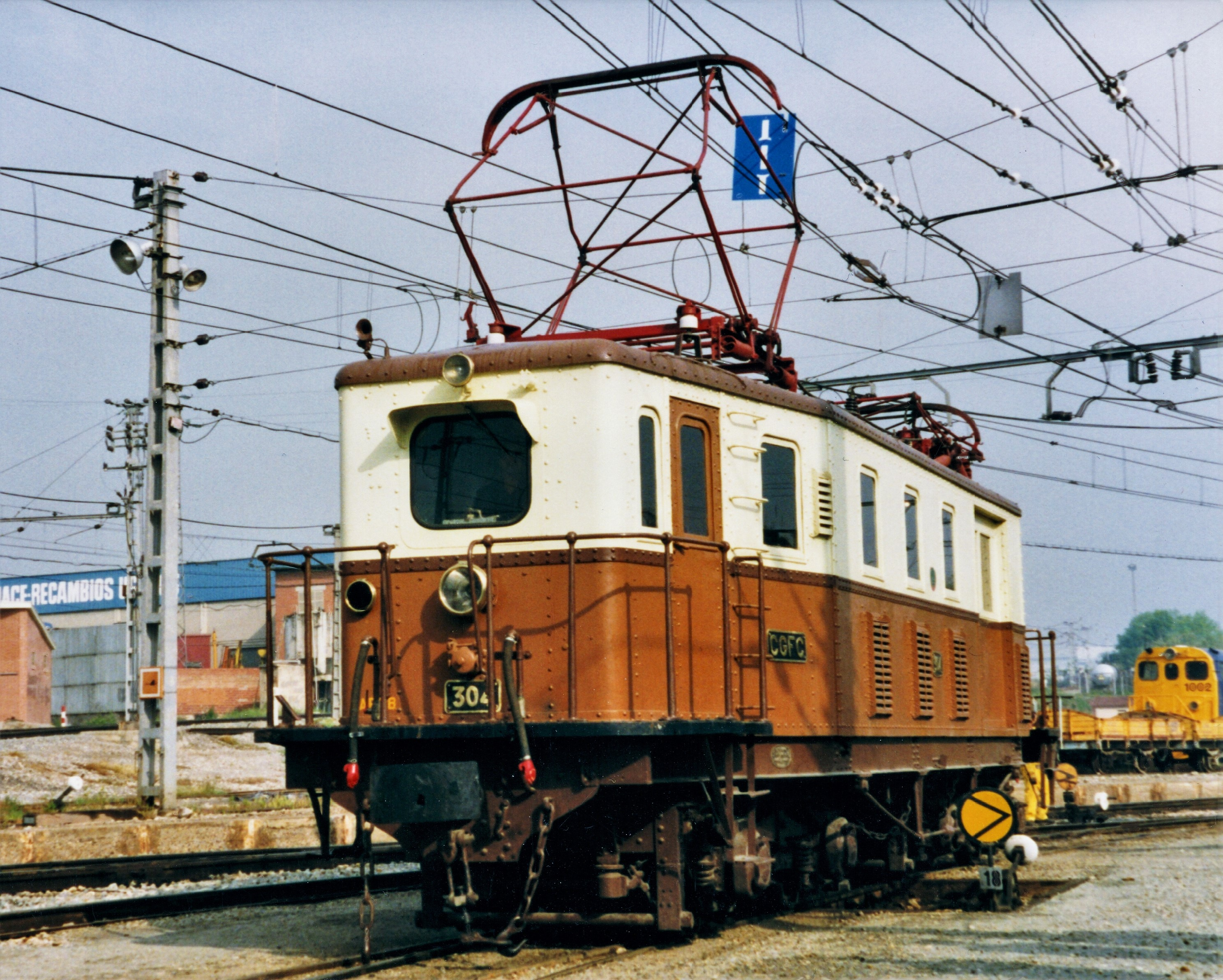
La 304 en els colors en que la va pintar l'AAFCB, a Martorell Enllaç el 9 de maig de 1993.
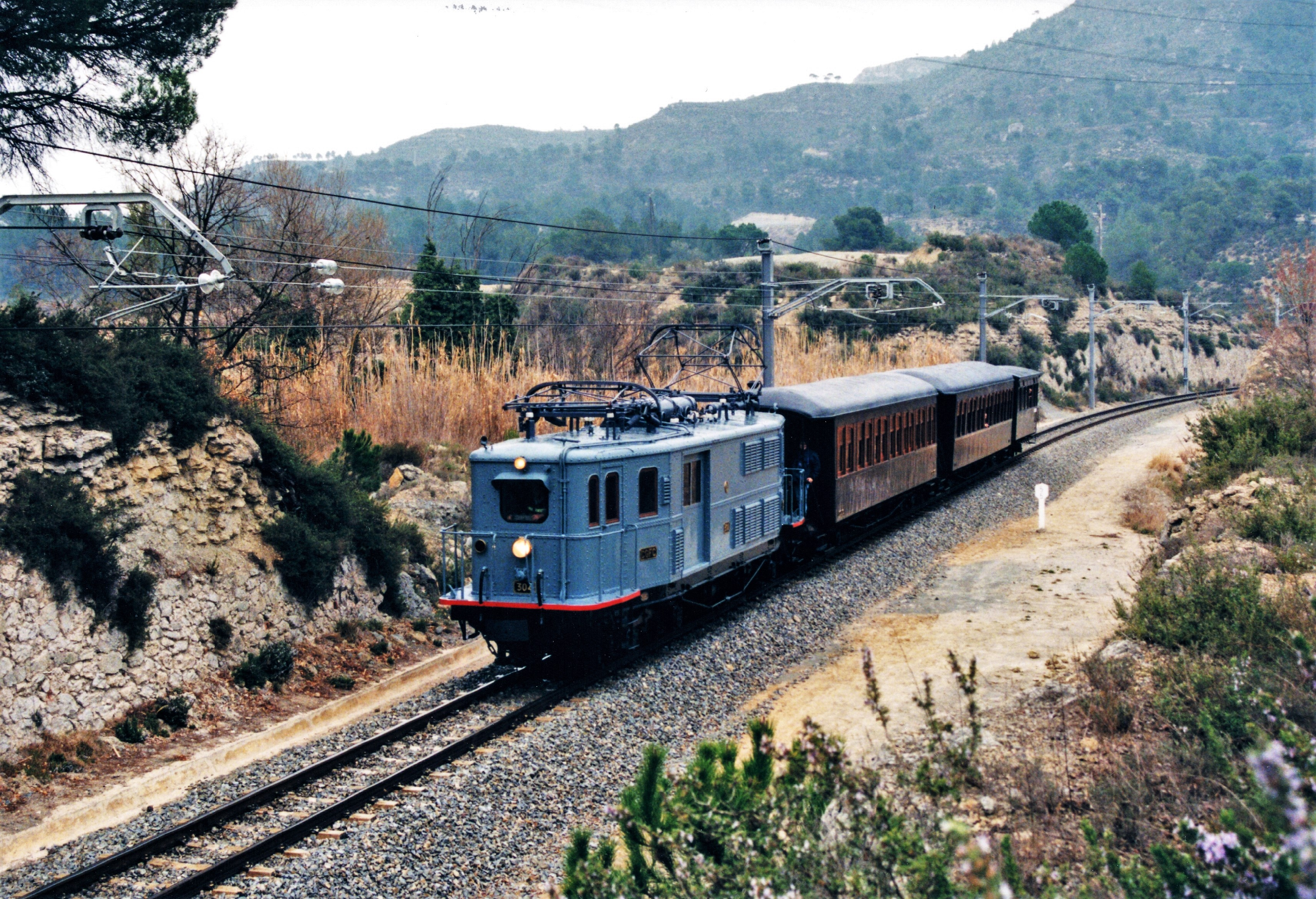
Ja repintada en els colors originals, la 304 prop de La Pobla de Claramunt amb un tren especial cap a Igualada, el 14 de març de 1999.
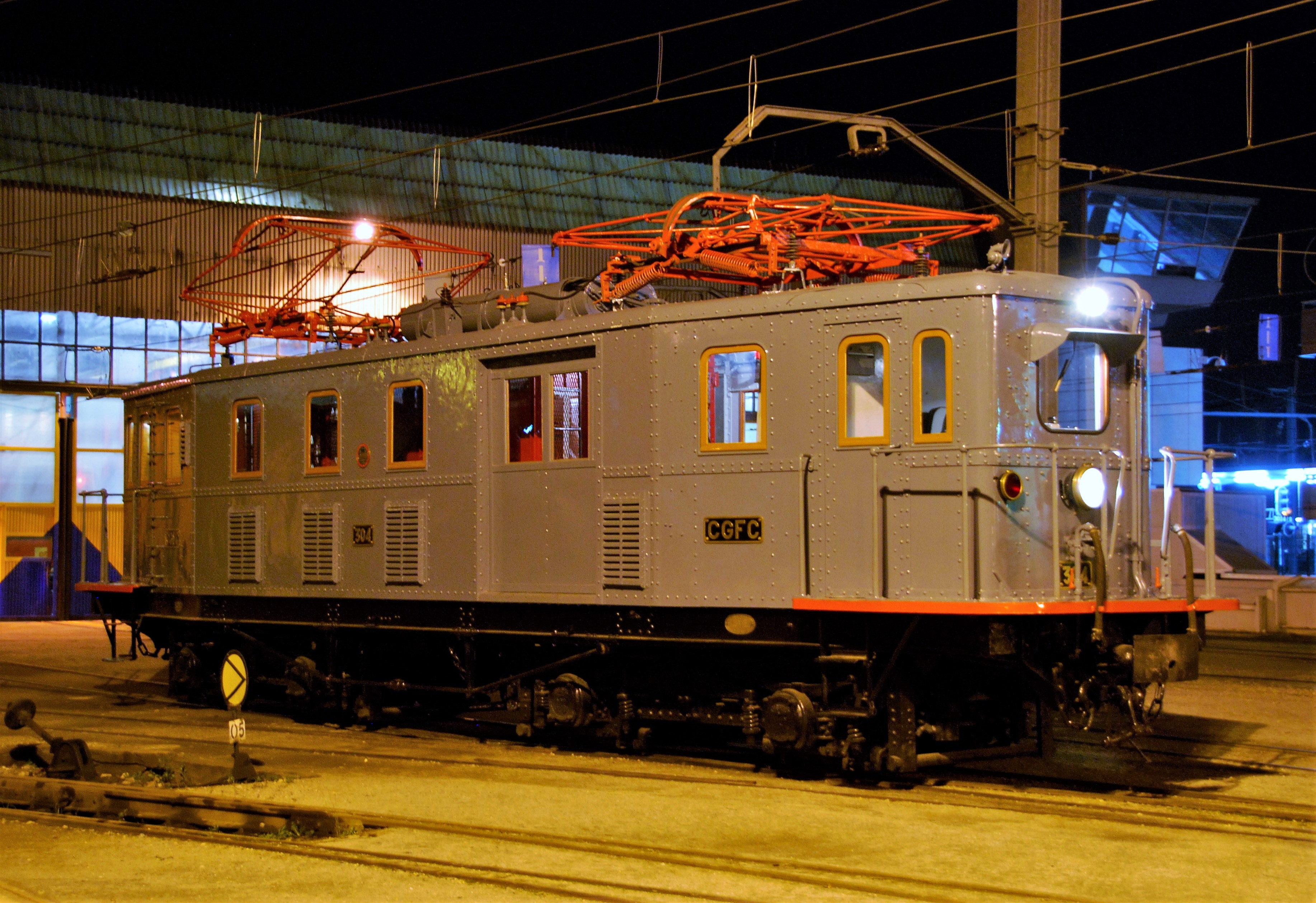
La nit de l'1 de febrer de 2011 es va fer un viatge de proves, després de la gran revisió feta per la ARMF.

## Descripció tècnica

### Part mecànica
La caixa de la locomotora estava formada per un bastidor, amb bigues d'acer resistents, sobre el qual estava muntada la caixa, construïda amb planxes d'acer. La unió de totes aquestes peces metàl·liques estava feta amb reblons. Interiorment, la locomotora estava distribuïda en quatre espais. Als extrems hi havia les dues cabines de conducció, a les que es podia accedir des de l'exterior mitjançant dues portes batents, i des de l'interior mitjançant una altra porta. Al costat d'una de les cabines, hi havia una mena de petit compartiment furgó, on estava instal·lat el compressor d'aire i diversos elements de control. El quart compartiment era l'anomenada sala d'alta tensió, tancada amb parets de reixa metàl·lica, i accessible mitjançant dues portes corredisses. Dins d'aquesta sala estaven tots els elements elèctrics d'alta tensió: grup motor-generador, resistències de tracció, contactors, inversor, fusibles, etc.
Al sostre estaven els dos pantògrafs romboïdals, d'accionament manual: per pujar-los, calia alliberar un gallet mitjançant una perxa de fusta manipulada pel maquinista. Per baixar-los, el maquinista tirava d'ells mitjançant la perxa, fins que quedaven enclavats en el gallet. Uns seccionadors manuals situats al sostre, dins de la locomotora, connectaven o aïllaven els pantògrafs del circuit elèctric.
Les locomotores disposaven de dos bogis de dos eixos. Cada bogie tenia un bastidor de planxes metàl·liques reblonades, recolzant-se la caixa sobre ells mitjançant dos pivots. Disposaven només de suspensió primària, de dues etapes amb ballestes sobre les caixes de greix, subjectades al bastidor del bogi mitjançant molles helicoïdals.
Exteriorment, les locomotores van estar pintades en diversos colors. D'origen venien pintades de color gris fosc, amb els baixos negres i un filet vermell en el cant dels estreps davanters. A mitjans dels anys cinquanta es van repintar en dos colors: blau clar a la meitat inferior de la caixa, i platejat a la part superior, mantenint els baixos negres i el filet vermell. De nou es va canviar la imatge a finals dels anys seixanta: van adoptar els mateixos colors dels automotors elèctrics de la sèrie 5000, en color blau fosc a la meitat inferior de la caixa; blau clar a la part superior i sostre; una franja groga al voltant de tota la locomotora, que feia una forma de "V" a les testeres; negre als baixos, i un filet blau clar al voltant de tota la locomotora entre les parts pintades de blau fosc i negre. Així és com es van retirar del servei als anys setanta. La locomotora històrica 304 es va repintar de nou el 1982 en colors marró (part inferior de la caixa) i crema (part superior), recuperant els seus colors originals en gris fosc l'any 1998.

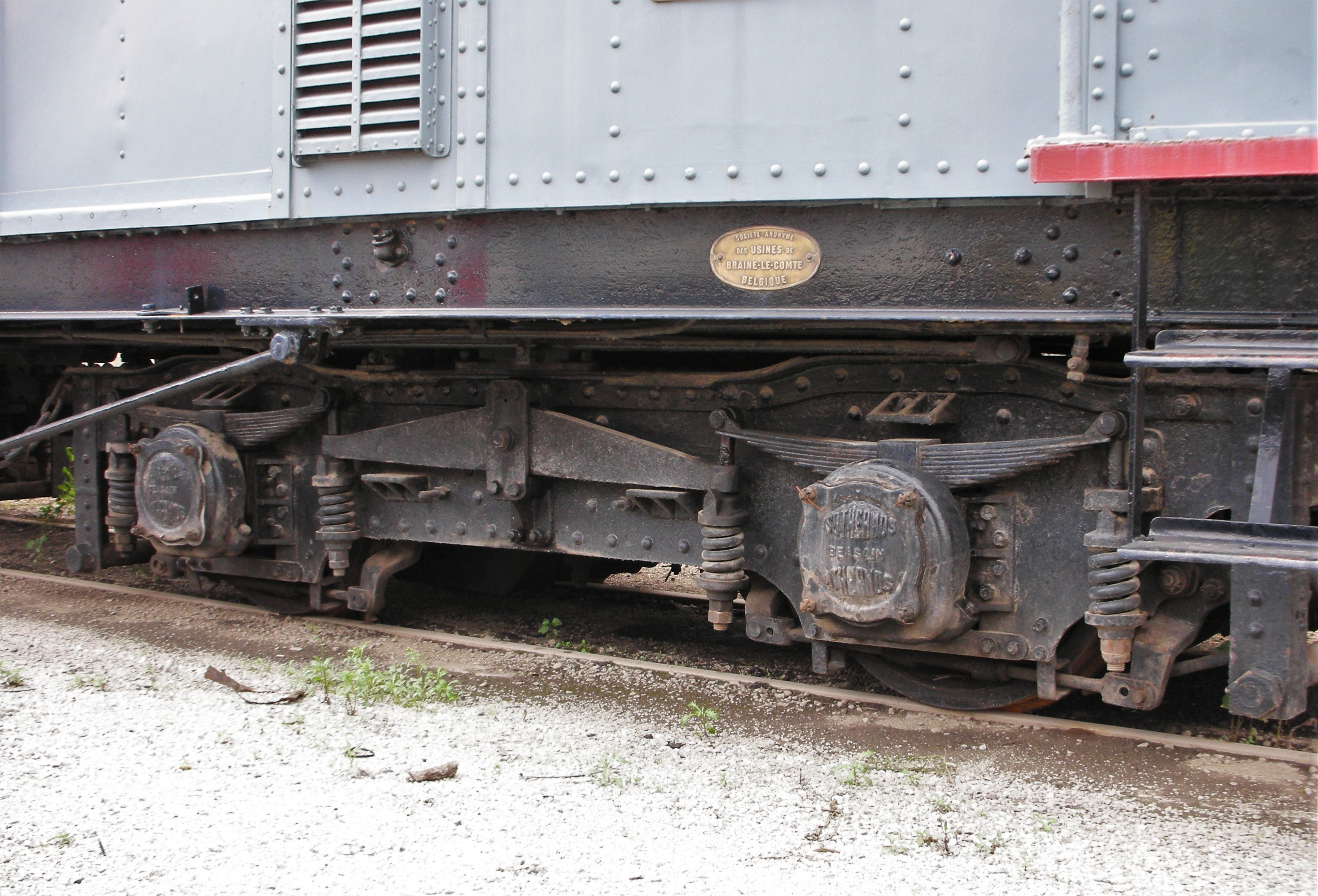
Bogi de la locomotora 304.
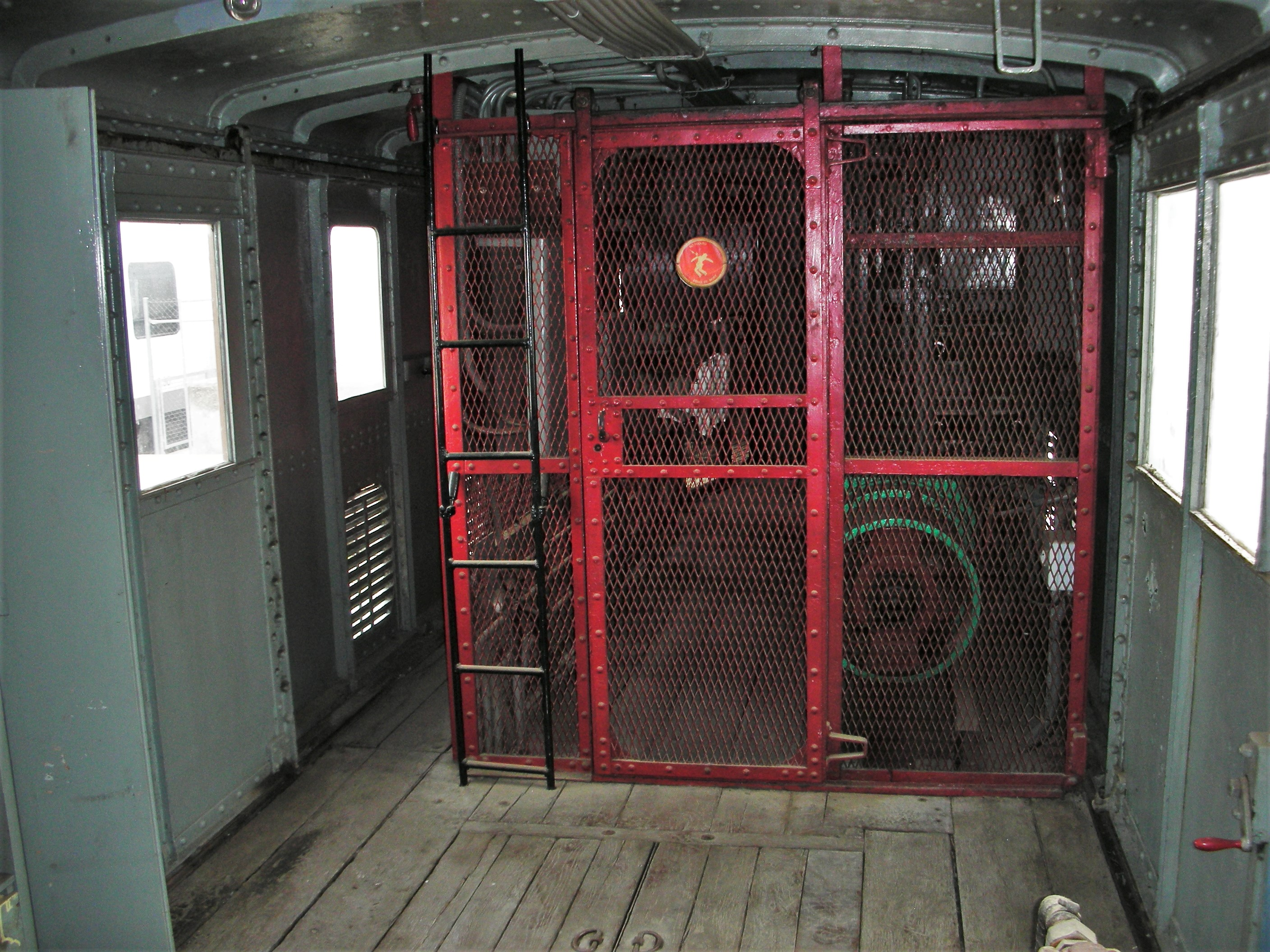
Departament furgó, amb la "gàbia" d'alta tensió.
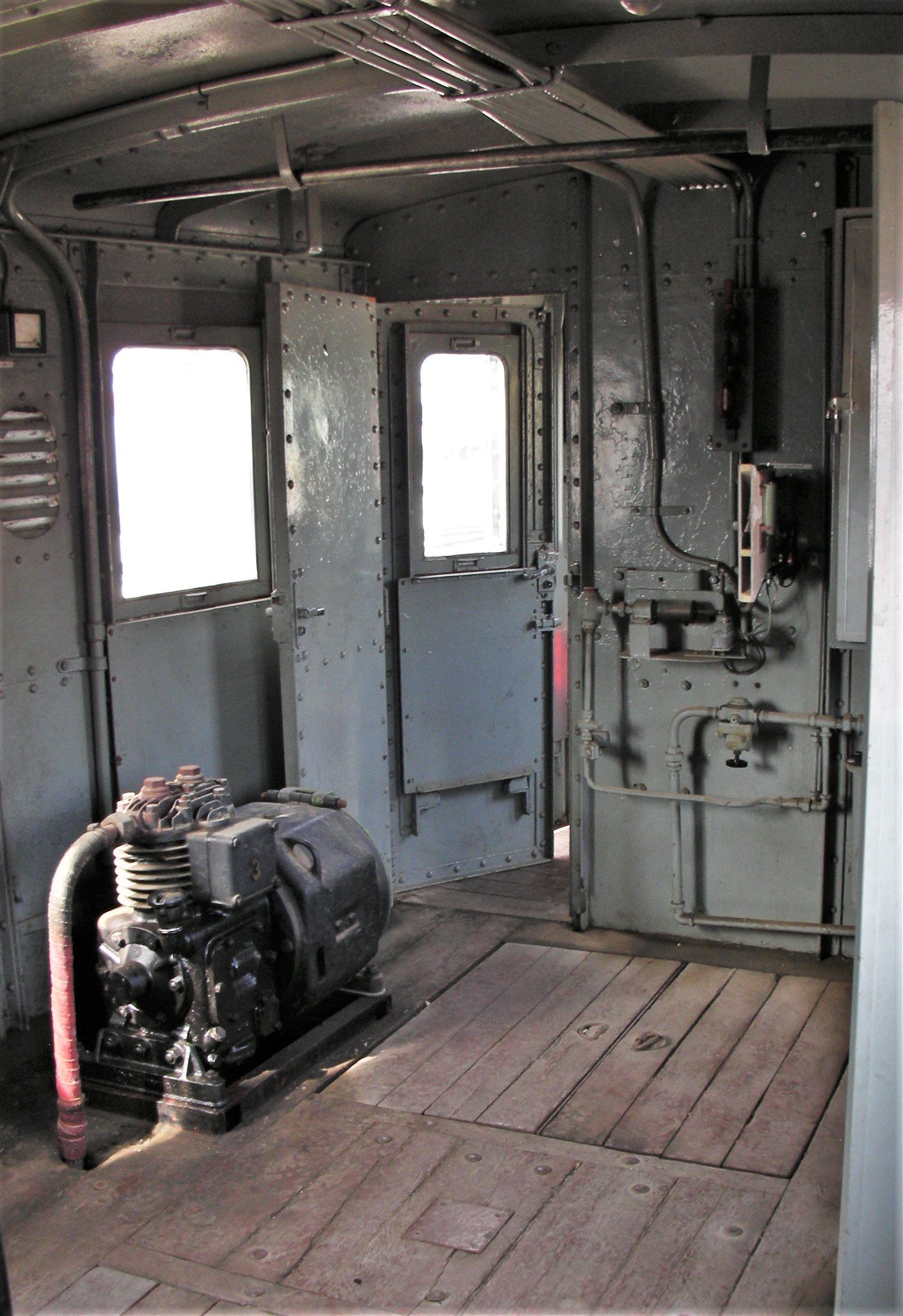
Departament furgó, on es pot veure el compressor a l'esquerra.
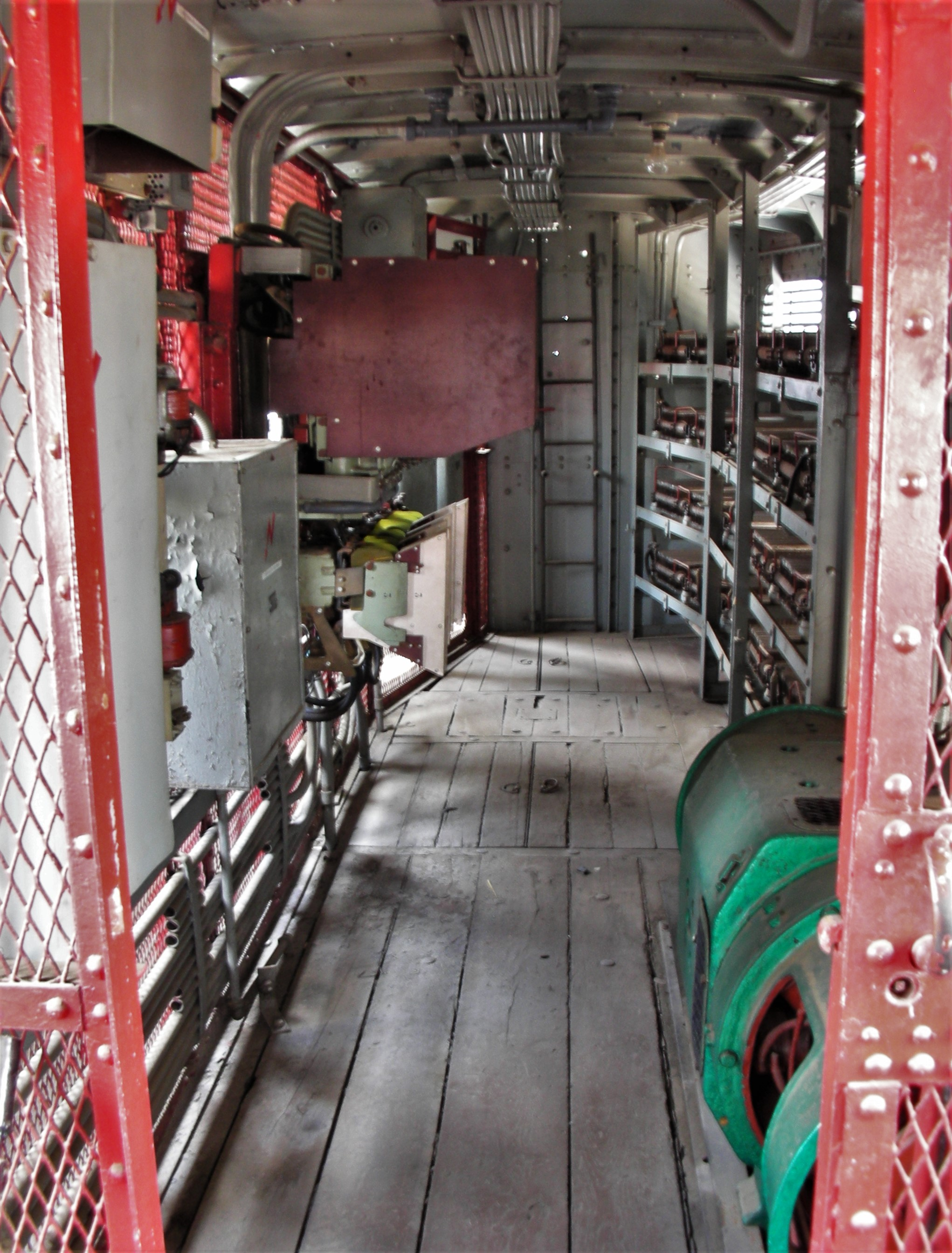
Sala d'alta tensió. A la dreta, el grup motor-generador; al fons, les resistències de tracció.
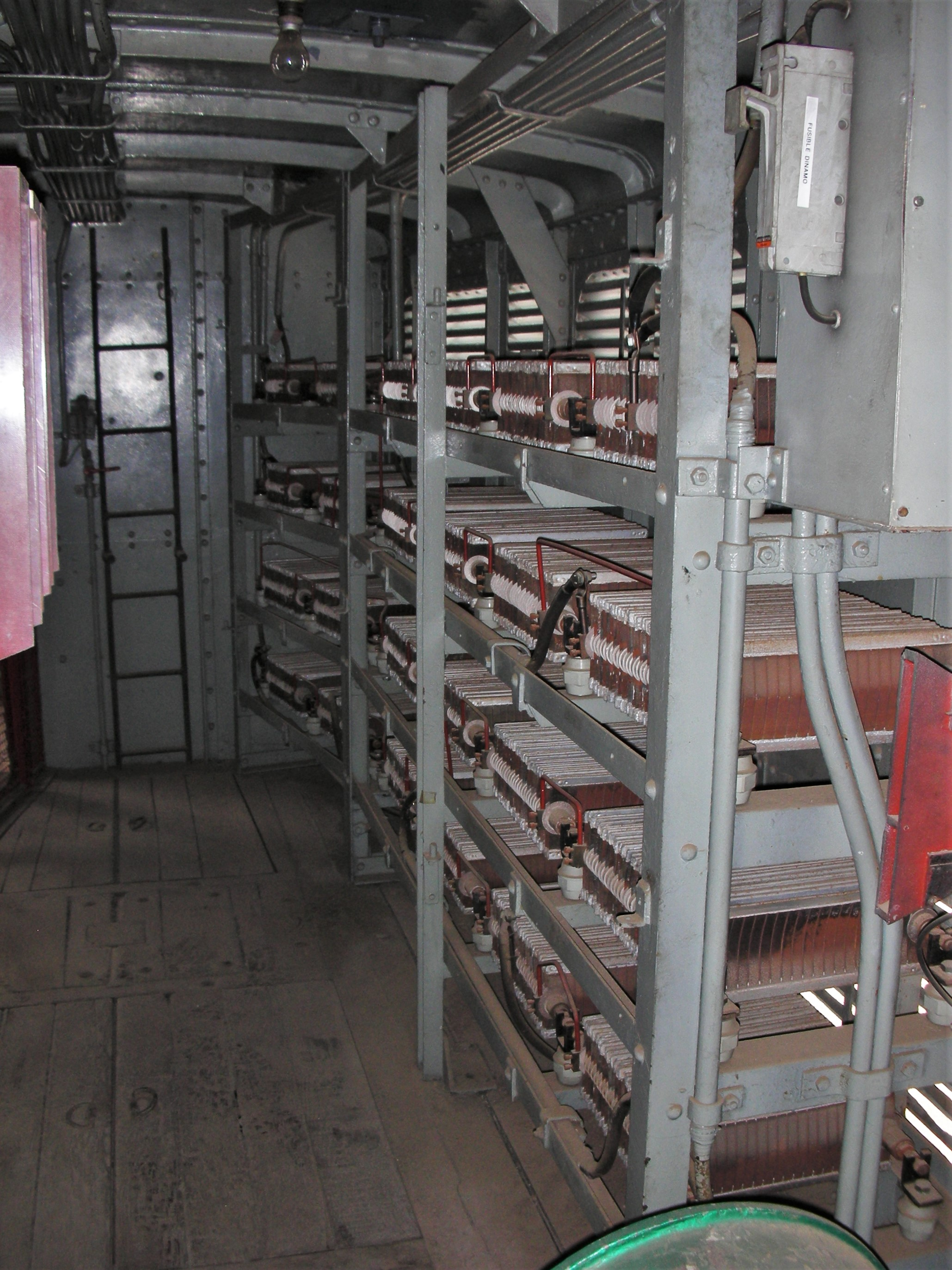
Resistències de tracció, dins de la sala d'alta tensió.
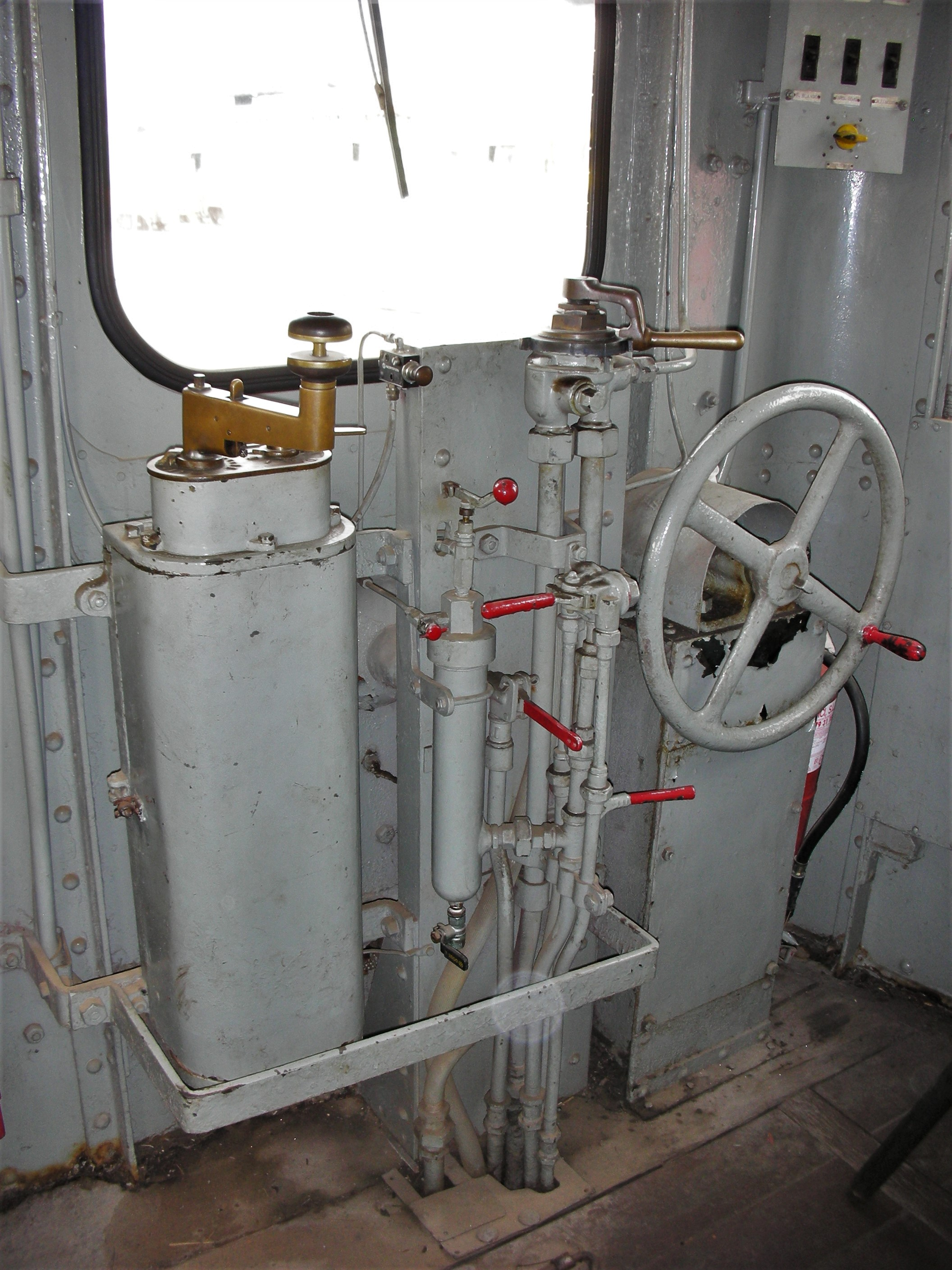
Cabina de conducció. A l'esquerra, la controla de tracció. A la dreta, robinet de fre pneumàtic i volant del fre de mà.

### Part elèctrica i conducció
El circuit elèctric era extremadament senzill. En pujar els pantògrafs i tancar els seus seccionadors, el corrent elèctric a 1.500 Vcc de la catenària accedia directament als diferents components, doncs no disposava de disjuntor. De manera immediata, es posava en marxa el grup motor-generador: estava format per un motor elèctric alimentat a 1.500 Vcc, acoblat mecànicament a un generador, que produïa el corrent continu de baixa tensió (110 Vcc) necessari pel funcionament del compressor, i per alimentar els circuits de control. Mitjançant un interruptor, es posava en marxa el compressor, que produïa l'aire comprimit necessari per l'accionament de diversos contactors i pel fre.
Per traccionar, el maquinista disposava d'una controla, amb la qual anava posant els diferents punts d'acceleració. En accionar cada punt, les ordres elèctriques anaven tancant i obrint una combinació dels contactors. Aquests intercalaven o eliminaven diferents resistències al circuit de tracció, de manera que als motors de tracció els arribava menys o més tensió elèctrica, per tal d'anar regulant la seva velocitat. A més, es podia combinar l'acoblament elèctric dels motors de tracció: durant l'arrencada, estaven connectats en sèrie-paral·lel (en sèrie els dos motors d'un bogi, en paral·lel entre si els dos grups de motors de cada bogi); quan la locomotora havia assolit certa velocitat, llavors es podien connectar els quatre motors en paral·lel entre si, disminuint així l'esforç de tracció, però augmentant la velocitat. La controla disposava de vuit punts de tracció en sèrie-paral·lel, i de cinc en paral·lel.
La locomotora disposava de quatre motors elèctrics de tracció, tipus sèrie, cadascun dels quals accionaba un dels eixos mitjançant engranatges. Aquests motors es podien alimentar a una tensió màxima de 750 Vcc, motiu pel qual estaven acoblats elèctricament en sèrie els dos d'un mateix bogi. La potència màxima que podien subministrar era de 105 CV en règim unihorari, i de 70 CV en règim continu, amb un consum màxim de 105 A.
Amb el corrent continu de baixa tensió també s'alimentaven l'enllumenat i alguns relés de protecció.

### Part pneumàtica i fre
L'aire comprimit produït pel compressor s'utilitzava per l'accionament d'alguns contactors, l'inversor de sentit de marxa, les botzines, les sorreres i els eixugavidres.
També s'utilitzava per l'equipament de fre, del tipus Westinghouse, accionant tant el fre de la locomotora com el dels vehicles remolcats a través d'una Canonada General de Fre (CGF). El fre de la locomotora era controlat per una triple vàlvula simple, i s'accionava mitjançant un robinet pneumàtic a la cabina de conducció. L'acció mecànica del fre es feia mitjançant dues sabates de fusta, que fregaven sobre la superfície de rodolament de les rodes; totes les sabates eren accionades per un únic cilindre de fre.
A més, la locomotora disposava de dos frens manuals d'estacionament, accionats mitjançant un volant a cada cabina de conducció, que actuaven sobre les sabates de fre d'un bogi.

### Prestacions
Les locomotores tenien una potència màxima de 420 CV (313 kW) en règim unihorari, i de 280 CV (209 kW) en règim continu. Aquests escassa potència els donava un esforç de tracció màxim de només 4.400 kg, sent capaces de remolcar, com a màxim, trens que pesaven 280 tones. La velocitat màxima era una mica superior a 50 km/h, tot i que a la locomotora històrica 304 es va limitar a 45 km/h (les locomotores no es van equipar mai amb aparells indicadors de velocitat).